# The Babys
I The Babys sono un gruppo rock britannico originario di Londra. La band è stata attiva dal 1974 al 1981 e si è poi riformata nel 2013.
Tra i brani più conosciuti del gruppo vi sono Isn't It Time (1977) e Every Time I Think of You (1979).

## Formazione

### Formazione attuale
- Wally Stocker - chitarra (1975–1981, 2013–presente)
- Tony Brock - batteria, cori (1975–1981, 2013–presente)
- John Bisaha - voce, basso (2013–presente)
- Joey Sykes - chitarre (2013–presente)

### Ex componenti
- John Waite - voce (1975–1981), basso (1975–1979)
- Michael Corby - tastiere, chitarra (1975–1979)
- Jonathan Cain - tastiere, chitarra, voce, cori (1979–1981)
- Ricky Phillips - basso (1979–1981)
- JP Cervoni - chitarra (2013)

## Discografia

### Album in studio
- 1977 - The Babys
- 1977 - Broken Heart
- 1979 - Head First
- 1980 - Union Jacks
- 1980 - On the Edge
- 2014 - I'll Have Some of That!

### Live
- 2001 - Valentine Babys

### Raccolte
- 1981 - Anthology

### Singoli
- 1977 - If You've Got the Time
- 1977 - Isn't It Time
- 1977 - Broken Heart
- 1978 - Silver Dreams
- 1978 - Every Time I Think of You
- 1979 - Head First
- 1979 - True Love True Confessions
- 1979 - Union Jacks
- 1979 - Back on My Feet Again
- 1980 - Midnight Rendezvous
- 1980 - Turn and Walk Away
- 1980 - On the Edge